# Cessna 414
Le Cessna 414 est un avion bimoteur civil américain conçu et réalisé dans les années 1960.

## Historique

### Sources web
- Page du site francophone Aviations Militaires.
- Page du site anglophone Aviastar.
- Jane's All the World's Aircraft 1977–78, Londres, Jane's Yearbooks
- R.W. Simpson, Airlife's General Aviation, England, Airlife Publishing (ISBN 978-1-85310-194-6 et 1-85310-194-X), p. 190
- John W. R. Taylor, Jane's All The World's Aircraft 1982–83, Londres, Jane's Yearbooks, 1982 (ISBN 0-7106-0748-2)
- Michael J. H. Taylor, Jane's Encyclopedia of Aviation, Londres, Studio Editions, 1989
- The Illustrated Encyclopedia of Aircraft (Part Work 1982-1985), Orbis Publishing